# Symphonie no 52 de Joseph Haydn

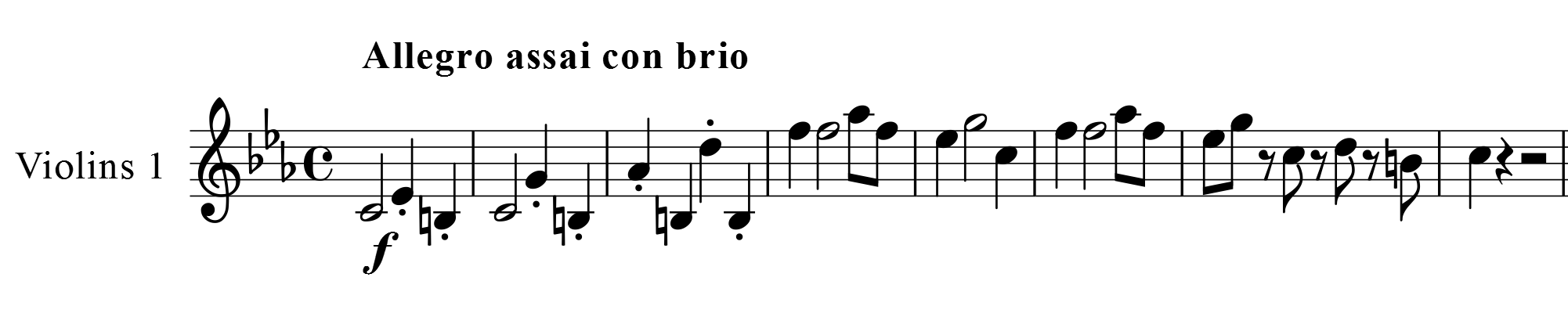
Partition

La Symphonie no 52 de Joseph Haydn en do mineur Hob.52 est une symphonie du compositeur Joseph Haydn. Composée en 1771 ou 1772, elle comporte quatre mouvements.

## Analyse de l'œuvre
1. Allegro
2. Andante
3. Menuet
4. Presto

## Instrumentation
- Deux hautbois, deux bassons, deux cors, cordes, continuo.

Durée approximative : 30 minutes.